# Josef Wagner (ciclista)
Josef Wagner (detto Sepp o Seppli) (Zurigo, 23 aprile 1916 – Bad Ragaz, 25 settembre 2003) è stato un ciclista su strada svizzero.
Professionista tra il 1939 ed il 1947 vinse una edizione del Tour de Suisse, nel 1941.
Rappresentò la Svizzera ai mondiali di ciclismo sia fra i dilettanti nell'edizione del 1938 a Valkenburg, in cui si aggiudicò la medaglia d'argento, sia in quella casalinga di Zurigo del 1946. In entrambe le edizioni a vincere fu il connazionale Hans Knecht.
La sua carriera fu condizionata dal secondo conflitto mondiale e si svolse quasi esclusivamente in terra elvetica. Arrivò due volte secondo nei campionati nazionali nel 1944 e nel 1945; fu inoltre secondo nel Tour du Lac Léman, sempre dietro Knecht, del 1943 e nel Tour de Suisse del 1947, dietro un inarrivabile Gino Bartali.

## Palmarès
- 1937 (Dilettanti, una vittoria)

Grand Prix de Genève
- 1938 (Dilettanti, due vittorie)

Grand Prix de Genève
Nordwest-Schweizer-Rundfahrt
- 1941 (Condor, una vittoria)

Classifica generale Tour de Suisse
- 1943 (Condor, una vittoria)

Tour de Suisse Orientale
- 1946 (Condor/Cilo, una vittoria)

3ª tappa, 2ª semitappa Tour de Suisse (Murten/Morat > Berna)

### Altri successi
- 1942 (Condor, due vittorie)

Criterium di Ginevra
Criterium di Winterthur
- 1943 (Condor, tre vittorie)

Grand Prix de la de la Liberté - Friburgo (Criterium)
Criterium di Baden
Criterium di Ginevra

## Piazzamenti

### Grandi Giri
- Tour de France

1939: 30º

### Competizioni mondiali
Campionati mondiali
Valkenburg - In linea dilettanti: 2º
Zurigo 1946 - In linea: 16º